# فاننكولم
فاننكولم (بالإنجليزية: Vannankulam)‏ هي منطقة سكنية تقع في سريلانكا في المقاطعة الشمالية.